# Тушин (гміна)
Гміна Тушин (пол. Gmina Tuszyn) — місько-сільська гміна у центральній Польщі. Належить до Лодзький-Східного повіту Лодзинського воєводства.
Станом на 31 грудня 2011 у гміні проживало 12097 осіб.

## Площа
Згідно з даними за 2007 рік площа гміни становила 128.87 км², у тому числі:
- орні землі: 61.00%
- ліси: 22.00%

Таким чином, площа гміни становить 25.81% площі повіту.

## Населення
Станом на 31 грудня 2011:
| Опис     | Загалом | Загалом | Чоловіки | Чоловіки | Жінки | Жінки |
| -------- | ------- | ------- | -------- | -------- | ----- | ----- |
| одиниця  | осіб    | %       | осіб     | %        | осіб  | %     |
| все      | 12097   | 100     | 5853     | 48.38    | 6244  | 51.62 |
| міське   | 7342    | 100     | 3463     | 47.17    | 3879  | 52.83 |
| сільське | 4755    | 100     | 2390     | 50.26    | 2365  | 49.74 |

## Сусідні гміни
Гміна Тушин межує з такими гмінами: Бруйце, Ґрабиця, Длутув, Жґув, Мощениця, Паб'яніце, Чарноцин.